# Mélakh
 (juin 2014).
Mélakh (ou Mailach, Melakh, Mailakh, Maillakh) est un village du Sénégal qui fait partie de la communauté rurale de Thiamène Pass, dans le département de Linguère (Région de Louga). Il est situé dans la région historique du Djolof.

## Histoire
Mélakh entretient des liens étroits avec le mouridisme. Le village a été créé à l'initiative du Cheikh Omar Foutiyou Tall qui y avait passé une journée en 1845 avant son départ pour Bandiagara. Amadou Bamba s'y rendit à son tour en 1895, avant de rencontrer à Saint-Louis les autorités coloniales qui l'enverront en exil. Moins important que le Magal de Touba, le magal de Mélakh, organisé depuis 1945, réunit néanmoins chaque année des milliers de fidèles.

## Infrastructures
Le village a une école primaire qui compte 12 cours, un lycée, un poste de santé et un forage avec deux châteaux d’eau, un marché.
Le village dispose également de plusieurs écoles arabes et daaras modernes.

## Personnalités liées à Mélakh
- Alioune Tall, responsable politique du Parti socialiste ;
- Diadia Thiane, ancien chef de village, organisateur du magal de Serigne Fallou Mbacké ;
- Moctar Thiane guide religieux.
- Sidy Tall, ancien directeur d'école et actuellement professeur au lycée et responsable politique APR. Membre du conseil départemental de Linguère.

- Abdou Thiane.
- Massamba Thiane.
- Adama thiam actuel directeur de l'école.
- Fama Ndiaye présidente des femmes.
- Baba Sokhna Thiane, actuel chef de village. [réf. nécessaire]